# San Miguel (estación del Metro de Santiago)
San Miguel es una estación ferroviaria que forma parte de la Línea 2 de la red del Metro de Santiago de Chile. Se encuentra subterránea entre las estaciones El Llano y Lo Vial bajo la Gran Avenida a la altura del Paradero 7, en la comuna de San Miguel.
La estación se mantuvo cerrada entre el 19 de octubre y el 11 de noviembre de 2019 debido a las jornadas de evasión masiva que la afectaron durante las protestas por el alza de la tarifa del metro, donde se reunió una gran cantidad de manifestantes que derribaron las rejas de acceso y provocaron daños en el interior.

## Entorno y características
Se ubica en una tradicional zona residencial, la cual se ha visto en un proceso de resurgimiento con la construcción de edificios de departamentos en las cercanías. En sus alrededores se ubican la Ilustre Municipalidad de San Miguel, la Corporación Cultural Municipal, la Fiscalía Regional Metropolitana Sur, la Corte de Apelaciones de San Miguel, la 12.ª Comisaría de Carabineros y algunos colegios y liceos. La estación posee una afluencia diaria promedio de 16 515 pasajeros.

### Accesos
| Acceso | Intersección              |
| ------ | ------------------------- |
| A      | Gran Avenida con Arcángel |
| B      | Gran Avenida con Curiñaca |
| C      | Gran Avenida con Curiñaca |
| D      | Gran Avenida con Arcángel |

## Origen etimológico
Esta estación se ubica en el centro de la comuna de San Miguel, de la que recibe el nombre. 
Según la tradición, Gaspar Banda Aguilar, quien acompañó a Diego de Almagro en su viaje de descubrimiento de Chile, fue perseguido por el tribunal de la Inquisición en 1535 al ser acusado de herejía. El español se habría encomendado al arcángel Miguel para librarse de esta persecución, a cambio de levantar una ermita en su nombre. Luego de haber escapado de España, Banda llega a las tierras de la comuna durante la expedición de Almagro y habría creado la ermita en estas tierras. En la actualidad, los restos de esta ermita estarían en la Iglesia San Miguel, ubicada a unos metros de la estación.

## Galería

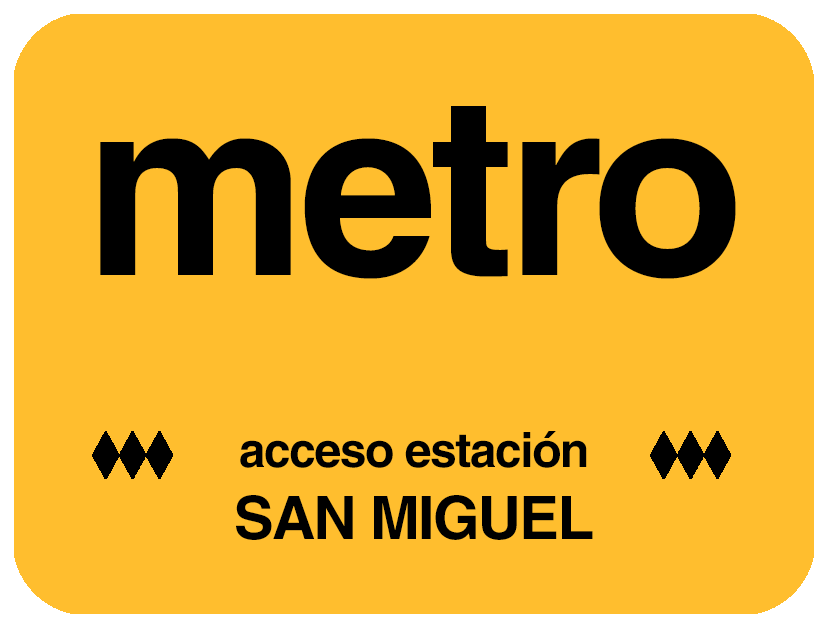
Letrero utilizado en los accesos a la estación hasta 1997.
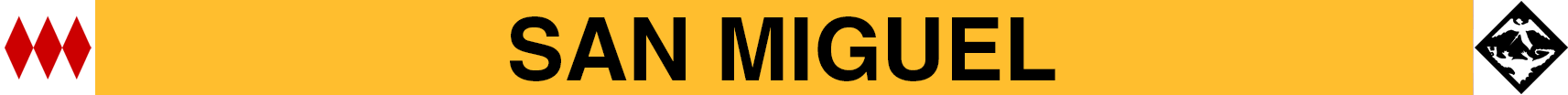
Cenefa antigua utilizada en los andenes.
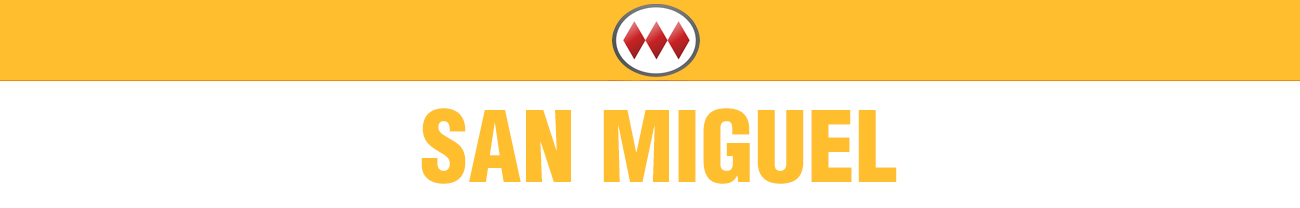
Cenefa utilizada actualmente en los andenes.

## Conexión con Red Metropolitana de Movilidad
A diferencia de la mayoría de las estaciones, en esta estación los paraderos aledaños se denominan como "Parada / Paradero 8 Gran Avenida", habiendo en total 3 paraderos, los cuales corresponden a: 
| Paradero/ Código                           | Recorridos |
| ------------------------------------------ | --- |
| Parada 1 / Paradero 8 Gran Avenida (PH113) | 201 (San Bernardo) - 214 (Santa Olga) - 223 (Lo Espejo) - 226 (Nonato Coo) - 229 (La Pintana) - 264n (Santo Tomás) - 271 (San Bernardo) - 301 (Angelmó) - H09 (Población Dávila) - H09 (Metro Carlos Valdovinos) - H12 (Lo Espejo) - H13 (Santa Olga) - H14 (Mall Florida Center) |
| Parada 2 / Paradero 8 Gran Avenida (PH132) | 201 (Mall Plaza Norte) - 214 (Los Libertadores) - 223 (Santiago) - 226 (Centro) - 229 (Metro La Moneda) - 264n (Pedro Fontova) - 271 (Santiago) - 301 (Juan Antonio Ríos) - H14 (Metro Franklin)                                                                                  |
| Parada 3 / Paradero 8 Gran Avenida (PH631) | H09 (Metro Carlos Valdovinos) |